# District de Mátészalka
Le district de Mátészalka (en hongrois : Mátészalkai járás) est un des 13 districts du comitat de Szabolcs-Szatmár-Bereg en Hongrie. Il compte 64 810 habitants et rassemble 26 localités : 23 communes et trois villes dont Mátészalka, son chef-lieu.
Cette entité existait déjà auparavant, jusqu'à la réforme territoriale de 1983 qui a supprimé les districts.

## Localités
- Fábiánháza
- Fülpösdaróc
- Győrtelek
- Géberjén
- Hodász
- Jármi
- Kocsord
- Kántorjánosi
- Mátészalka
- Mérk
- Nagydobos
- Nagyecsed
- Nyírcsaholy
- Nyírkáta
- Nyírmeggyes
- Nyírparasznya
- Ópályi
- Ököritófülpös
- Őr
- Papos
- Rápolt
- Szamoskér
- Szamosszeg
- Tiborszállás
- Vaja
- Vállaj